# Futsal Club Split
Il Futsal Club Split, noto in Italia più semplicemente come Spalato, è una squadra croata di calcio a 5 con sede a Spalato.

## Storia
Fondata nel 1985, è la più prestigiosa società di calcio a 5 croata. A livello nazionale, avendo vinto nel corso degli anni 7 titoli nazionali dapprima come Split 1700 (due titoli), poi come Split Gasperov (tre titoli consecutivi tra il 2002 ed il 2004), infine come Brodosplit Inzenjering nel 2006 battendo in finale il Hmnk Gospić. Nella stagione 2007-08 disputa la massima divisione del Campionato croato di calcio a 5.
Come miglior risultato internazionale, la squadra di Spalato è giunta alla semifinale della UEFA Futsal Cup 2001-2002, sconfitta nel doppio confronto dai belgi del Action 21 Charleroi, tuttavia lo Split ha ottenuto risultati lusinghieri anche nelle successive stagioni, giungendo sempre tra le migliori otto formazioni europee fino alla sua ultima partecipazione nel 2006-2007 quando nell'Elite Round è giunta alle spalle di Boomerang Interviu e Arzignano Grifo Calcio a 5.

## Palmarès
- 7 Titoli croati: 1997, 2001, 2002, 2003, 2004, 2006, 2011
- 8 Coppe di Croazia: 2001, 2002, 2003, 2005, 2006, 2011, 2012, 2014, 2015